# ماکوتو (وارگاس)

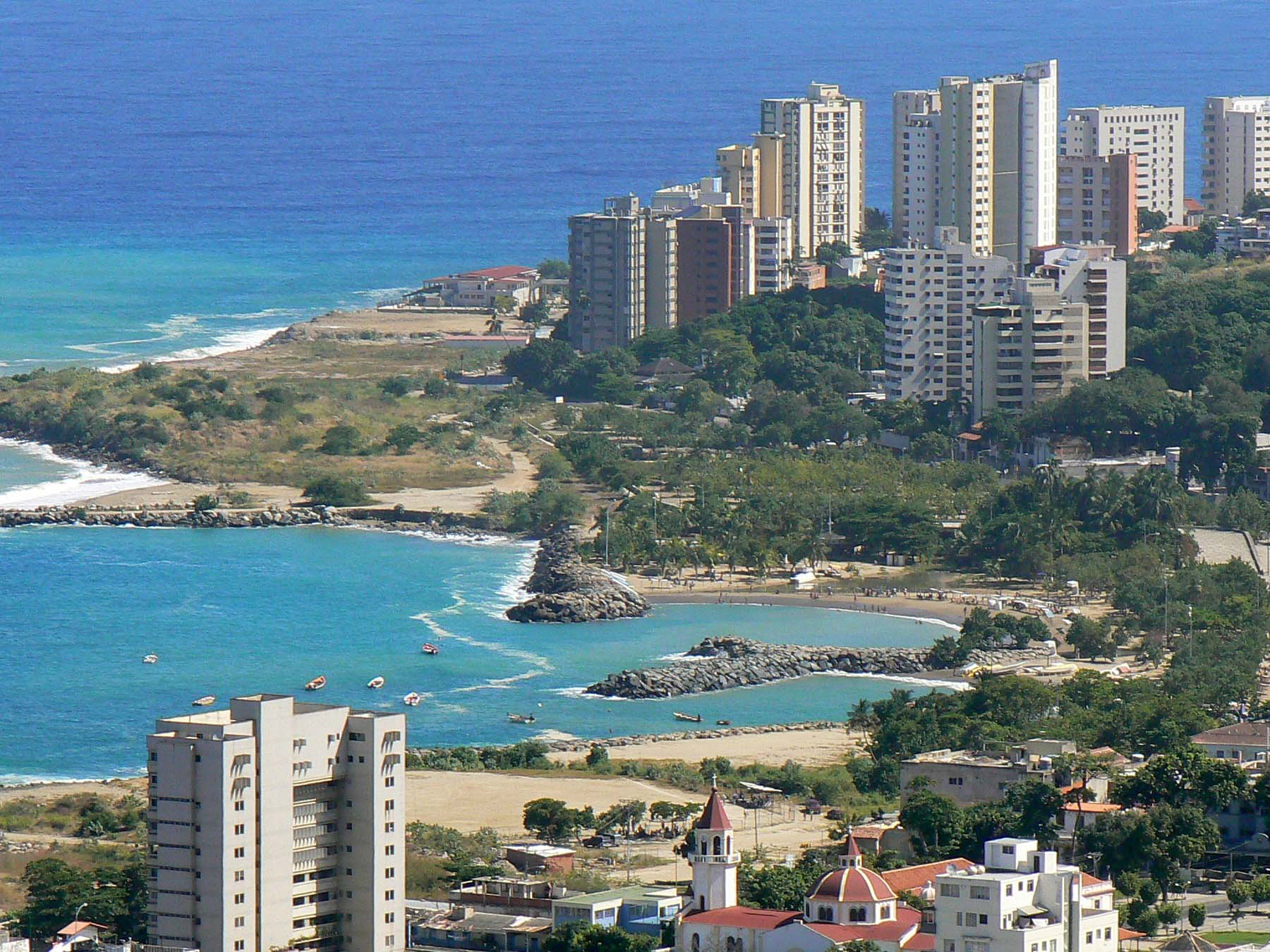
نمایی از شهر ماکوتو در کشور ونزوئلا

ماکوتو (به اسپانیایی: Macuto) یک شهر در ونزوئلا است که در وارگاس واقع شده‌است.